# Чорній Яків
Яків Чорній (псевдо: «Ударник», «Куля», «Мушка»; 15 січня 1914 с. Хишевичі , Городоцький район, Львівська область — 24 грудня 1944 — поблизу Кальварія Пацлавська, Підкарпатське воєводство, Польща) — військовий діяч УПА, хорунжий, перший командир Військової округи-6 «Сян», яка належала до оперативної групи УПА-Захід.

## Біографія
Закінчив середню школу у Львові, служив у польській армії, навчався в Люблинському університеті.
Член ОУН. Арештований 1934 у зв'язку з вбивством польського міністра Перацького. На Варшавському процесі (1936 р.) був засуджений до дванадцяти років позбавлення волі, випущений у вересні 1939 року.
Під час німецької окупації служив в українській допоміжній поліції в Перемишлі та Добромилі. В 1943 році був арештований гестапо, випущений в 1944 році. Після визволення з тюрми у 1944 році — перший командир ВО-6 «Сян».
Загинув 23 грудня 1944 року під час бою з військами НКВС. Разом з ним загинуло двоє бойовиків та його дружина. На його честь були названі сотні ТВ-26 «Лемко»: «Ударники 1», «Ударники 2», і т. д. Похований у селі Ямна Долішня.